# Société moderne d'instruments à vent
La Société moderne d'instruments à vent (SMIV) est une société de concerts française fondée en 1895 par Georges Barrère afin de jouer et encourager le répertoire de la musique de chambre pour instruments à vent.

## Historique
Héritière de la Société de musique de chambre pour instruments à vent fondée en 1879 par Paul Taffanel, qui cesse à compter de 1893 ses activités durant quelques années, la Société moderne d'instruments à vent est un ensemble français rassemblé à partir de 1895 autour du flûtiste Georges Barrère, dans le but de présenter et d'encourager la création de musique nouvelle pour les instruments à vent.
Le premier noyau d'instrumentistes est constitué, outre Barrère, du hautboïste Joseph Foucault, du clarinettiste Paul Vronne, du bassoniste Paul Bulteau, du corniste L. Servat et du pianiste Louis Aubert, et un premier concert fait entendre le 11 mars 1896 des œuvres de Spohr, Saint-Saëns, Mozart et Beethoven.
Le 26 mars 1896, figurent au programme du deuxième concert la Suite pour vents, op. 57, de Charles Lefebvre, le Caprice sur des airs danois et russes de Camille Saint-Saëns et le Quintette pour piano et vents de Mozart. Au troisième concert, donné « avec un plein succès » à la salle Pleyel, est joué, entre autres compositions, l'Arabesque et Sarabande pour piano et quintette à vent d'Hedwige Chrétien, premier exemple d'un intérêt notable de la Société pour les œuvres de compositrices.
En 1905, Barrère émigre à New York et cède la direction de la Société moderne à Louis Fleury.
La Société se fait une spécialité de créer des partitions nouvelles pour vents : en 1924, elle avait ainsi présenté plus de 125 premières, dont bon nombre de pièces composées par des artistes de premier plan de la scène musicale française.

## Répertoire

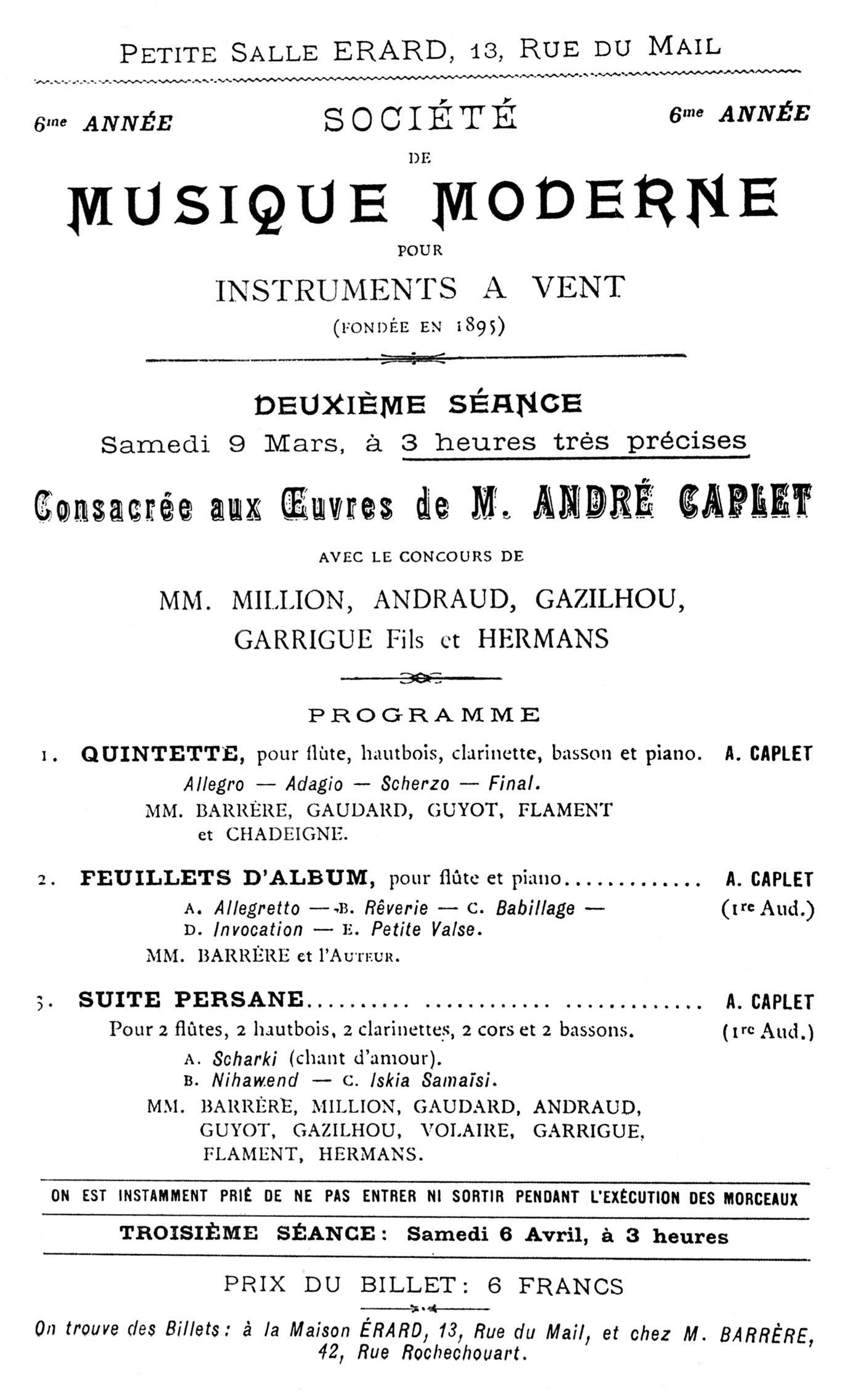
Programme d'un concert de la Société moderne d'instruments à vent consacré à André Caplet.

Au cours de son histoire, la Société moderne d'instruments à vent est la créatrice d'environ 130 œuvres.
Parmi ces partitions, les deux Sextuors pour vents et piano d'Albert Seitz, la Suite pour instruments à vent no 1 de Théodore Dubois en 1904, le Sextuor à vent, op. 271, de Carl Reinecke en 1905, le Dixtuor à vents de Georges Enesco en 1906,.
En 1926, un concert donné à l'occasion du trentième anniversaire de la Société présente plusieurs compositions notables, associées à la Société : Le Bal de Béatrice d'Este de Reynaldo Hahn (créé par la SMIV en 1905), la Symphonie de chambre no 5 (pour dixtuor à vent) de Darius Milhaud (créée par la SMIV en 1923), Preludio et fughetta de Gabriel Pierné (créé par la SMIV en 1904), le Divertissement d'Albert Roussel (créé par la SMIV en 1906), la Suite persane d'André Caplet (créée par la SMIV en 1901), les Deux mouvements pour quatuor de vents de Jacques Ibert (dédiés à la SMIV et créés par la Société en 1923).